# NGC 750
NGC 750 è una galassia ellittica situata nella costellazione del Triangolo, a una distanza di circa 236 milioni di anni luce dalla nostra Via Lattea.

## Scoperta
La galassia è stata scoperta il 12 settembre 1784 dall'astronomo britannico di origine tedesca William Herschel.

## Descrizione
NGC 750 e NGC 751 formano una coppia di galassie in interazione gravitazionale. La coppia è catalogata come Arp 166 nell'Atlas of Peculiar Galaxies nella categoria "Galassie con filamenti diffusi.

## Gruppo di NGC 777
NGC 750 fa parte del Gruppo di NGC 777. Questo gruppo comprende almeno 13 galassie, tra cui NGC 751, NGC 761, NGC 777, NGC 783, NGC 785 e NGC 789.